# جائزة جنوب إفريقيا الكبرى للدراجات النارية 2003
جائزة جنوب أفريقيا الكبرى للدراجات النارية 2003 هو سباق دراجات نارية أقيم بتاريخ 27 أبريل 2003. كان الجولة الثانية من أصل 16 في سباق الجائزة الكبرى للدراجات النارية موسم 2003. فاز سيت جيبيرنو بفئة الموتو جي بي بينما جاء فالنتينو روسي في المركز الثاني وحصل على المركز الثالث ماكس بياجي.

## وصلات خارجية
- الموقع الرسمي